# Hannibal (Fernsehserie)
Hannibal ist eine US-amerikanische Psychothriller-Krimiserie von Bryan Fuller. Die Serie beginnt mit der Vorgeschichte des Romans Roter Drache von Thomas Harris, weist aber auch Eigenschaften einer Neuinterpretation auf, wodurch es einige inhaltliche Unterschiede zur eigentlichen Geschichte der Buchreihe gibt. Zu Beginn der Serie wird der Psychiater Dr. Hannibal Lecter gebeten, den FBI-Agenten Will Graham bei der Ermittlung gegen Serienmörder zu unterstützen. Dass Dr. Lecter selbst ein Serienmörder ist, der Organe seiner Opfer verzehrt, wird von Will Graham zunächst nicht bemerkt. Freigegeben sind alle drei Staffeln ab 18 Jahren. Die Erstausstrahlung in den Vereinigten Staaten erfolgte am 4. April 2013 bei NBC.

## Figuren

### Hannibal Lecter
Dr. Lecter ist ein Psychiater, der zuvor als Chirurg praktizierte. In seiner Jugend wurde er unter zunächst unbekannten Umständen durch den Mörder seiner Schwester Mischa dazu gebracht, von Mischa stammendes Fleisch zu essen. Deshalb führt er ein Doppelleben als der unter dem Namen Chesapeake Ripper bekannte Serienmörder, der Organe seiner Opfer entfernt. Während das FBI glaubt, der Ripper würde die Organe als Trophäen aufbewahren, verzehrt er sie stattdessen und serviert sie auch unwissenden Freunden und Bekannten. Der kultivierte und auf Höflichkeit besonders viel Wert legende Dr. Lecter veranstaltet regelmäßig Festessen für die High Society von Baltimore, bei denen er selbst die Speisen zubereitet. Er pflegt ein freundschaftliches Verhältnis zu seiner Kollegin Dr. Alana Bloom und besucht außerdem regelmäßig seine eigene Psychiaterin Bedelia Du Maurier, vor der er seine dunkle Seite verbirgt.
Lecter entspricht der Bitte des FBI-Direktors Jack Crawford, Will Graham bei seinen Ermittlungen gegen Serienmörder zu unterstützen. Als Graham zudem ein Patient Lecters wird, baut sich eine Freundschaft zwischen den beiden auf. Dr. Lecter versucht, Graham in ihren Gesprächen klarzumachen, dass Jack Crawford ihn benutzt und Graham psychisch daran zugrunde geht, sich immer wieder in Serienmörder hineinzuversetzen. Obwohl er tatsächlich freundschaftliche Gefühle gegenüber Graham empfindet, treibt Dr. Lecter bei den Ermittlungen ein doppeltes Spiel. So verschweigt er Will, dass seine Wahnvorstellungen von einer Enzephalitis verursacht werden, und behauptet stattdessen, Will sei geisteskrank, was zu Wills Inhaftierung beiträgt. Anders als bei seinem üblichen Vorgehen bei den Chesapeake-Ripper-Morden kopiert Lecter die Vorgehensweise  gesuchter Serienmörder und führt das FBI so in die Irre. Schließlich sorgt Lecter angesichts der Gefahr, dass Graham hinter sein Geheimnis kommen könnte, dafür, dass sein Freund als Copycat Killer für von ihm selbst begangene Morde unschuldig eingesperrt wird.
Hannibal ermuntert Jacks krebskranke Frau Bella dazu, sich umzubringen. Während Bella dabei ist, an einer Morphin-Überdosis in seiner Praxis zu sterben, wirft Lecter eine Münze und entscheidet sich dadurch, Bellas Leben zu retten. Als die Forensikerin Beverly Katz ihm auf die Spur kommt und sein Haus durchsucht, tötet Hannibal Beverly. Daraufhin versucht der von Will angestiftete Matthew Brown, Hannibal zu töten. In letzter Sekunde wird Dr. Lecter von Jack gerettet. Weil Dr. Lecter kurz nach mehreren Ripper-Morden eine Dinner-Party veranstaltet, lässt Jack das dort gekochte Essen untersuchen. Anschließend schläft Hannibal mit Alana und benutzt sie als Alibi, während er Dr. Gideon aus der Intensivstation der Gefängnispsychiatrie entführt und Gideon, der durch die Therapie des besessenen Dr. Chilton glaubte, selbst der Ripper zu sein, dessen eigenes Bein als letztes Mahl serviert. Zugleich sorgt Hannibal dafür, dass Jack seine totgeglaubte Schülerin Miriam Lass sowie Beweise dafür findet, dass der Chesapeake Ripper der Copycat Killer ist. Weil Dr. Lecter somit absichtlich Wills Unschuld bewiesen hat, legt er eine falsche Spur, die das FBI zu Dr. Chilton führt. Lecter tötet die an Chiltons Haus klingelnden FBI-Agenten und hinterlässt schwerwiegende Beweise, die alle gegen Dr. Chilton sprechen. Die von Hannibal manipulierte Miriam Lass behauptet schließlich, Chilton wäre der Ripper, und schießt auf ihn.
Als Will Graham wieder frei ist, nimmt Hannibal ihn wieder als Patienten auf und versucht nicht mehr, seine dunkle Seite vor Will zu verbergen. Lecter treibt seinen ehemaligen Patienten Randall Tier dazu, Will anzugreifen. Hannibal sieht zu, wie Graham Tier mit seinen eigenen Händen tötet. Als sein von Will getriebener Patient Mason Verger versucht, Hannibal an seine Schweine zu verfüttern, wird Lecter in letzter Sekunde von Graham gerettet. Hannibal setzt Mason unter Drogen und bringt ihn dazu, sein Gesicht an Wills Hunde zu verfüttern und seine eigene Nase zu verspeisen. Zusammen mit Graham will Dr. Lecter flüchten. Jedoch erkennt er, dass Will nur vorgetäuscht hat, Freddie Lounds zu töten, und dass sie nicht das Fleisch von Lounds, sondern das Fleisch von Randall Tier gemeinsam verspeist haben. Als Jack versucht, ihn zu überführen, verletzt Dr. Lecter den FBI-Direktor schwer und lässt seine Freundin Alana, die auch hinter Hannibals Geheimnis gekommen ist, von der totgeglaubten Abigail aus dem Fenster stoßen. Aus Rache für Wills Verrat fügt Hannibal zunächst Graham eine schwere Verletzung zu und schneidet dann vor dessen Augen Abigail in die Kehle. Daraufhin ergreift Hannibal gemeinsam mit Bedelia, die ihn in ihrem verlassenen Haus überrascht, die Flucht.
Dr. Lecter tötet den Kurator Dr. Roman Fell ebenso wie dessen Ehefrau und nimmt zusammen mit Bedelia in Florenz die Identität des Ehepaars an. In der Palastkapelle von Palermo, in der Hannibal eine Leiche drapiert hatte, beobachtet er Will, der ihm in die Katakomben folgt und ihm – ohne ihn jedoch zu treffen – sagt, dass er ihm verzeihe. Im Gespräch mit Bedelia wird Hannibal klar, dass Will ihn durch die Gefühle, die er in ihm hervorgerufen hat, dazu beeinflusst hat, sich selbst zu verraten. Durch Bedelias Worte kommt er zu dem Entschluss, dass er Will nur verzeihen könne, indem er ihn esse. Absichtlich sorgt Hannibal für das Verschwinden mehrerer Kollegen von Dr. Fell, um die Menschen aus seinem früheren Leben nach Italien zu locken. Er erhängt den Polizisten Rinaldo Pazzi und wird anschließend von Jack Crawford schwer verletzt. Dennoch gelingt es ihm danach in Florenz, sowohl Will als auch Jack zu überwältigen. Er beginnt damit, Wills Schädeldecke aufzuschneiden. Dabei wird er jedoch von korrupten Polizisten, die Dr. Lecter und Graham an Mason Verger ausliefern, unterbrochen. Als Gegenleistung für seine Befreiung verspricht Hannibal seiner Ex-Freundin Alana, dass er Will rettet. Er beseitigt Masons Handlanger Cordell und stiftet Margot dazu an, ihren Bruder selbst zu töten. In Wills Wohnung wird Dr. Lecter von Graham darum gebeten, für immer aus seinem Leben zu verschwinden. Hannibal widersetzt sich diesem Wunsch, indem er auf Jack Crawford wartet und sich freiwillig verhaften lässt. Weil er behauptet, Margots Mord an Mason selbst begangen zu haben, erhält Dr. Lecter mit der Hilfe der neuen Anstaltsleiterin Alana eine ungewöhnlich komfortable Zelle in der Gefängnispsychiatrie von Baltimore und wird für verrückt erklärt. 
Nach drei Jahren wird Hannibal schließlich von Will im Rahmen der Ermittlungen wegen der Morde von Francis Dolarhyde wieder aufgesucht. Als es Dolarhyde gelingt, Kontakt zu Hannibal aufzunehmen, stiftet Dr. Lecter den Serienmörder dazu an, Wills neue Familie anzugreifen. Bedelia eröffnet Will gegenüber, dass Hannibal in ihn verliebt sei. Weil Jack Crawford versucht, Dolarhyde anzulocken, indem er einen Ausbruch Hannibals vortäuscht, werden bei einem Gefangenentransport alle Wachen durch den Roten Drachen erschossen und Hannibal erlangt tatsächlich seine Freiheit. Zusammen mit Will Graham fährt Dr. Lecter zu einem Ferienhaus und ist sich darüber im Klaren, dass Dolarhyde ihnen folgt und ihn töten will. Bei einem brutalen Kampf gewinnen Will und Hannibal am Ende die Oberhand und töten den Roten Drachen gemeinsam. Während einer anschließenden Umarmung lässt Hannibal seine echten Gefühle für Will erkennen, ehe sich die beiden über einen Abgrund in die Wellen stürzen.

### Will Graham
Will Graham ist ein Profiler, der sich durch eine spezielle Fähigkeit auszeichnet. Diese Fähigkeit wird in der Serie häufig als eine Form unverhältnismäßig starker Empathie und Vorstellungskraft beschrieben, die einzigartig ist. Dr. Lecter bezeichnet diese Fähigkeit als eine Art Fluch und Segen zugleich. Die Fähigkeit aktiviert sich automatisch. Will Graham ist somit einerseits befähigt, andererseits ebenso dazu verdammt, sich in alle fühlenden Wesen hineinzuversetzen. Daher rührt seine psychische Labilität. Seine starke Empathie ermöglicht es ihm, die Gefühlswelt von Menschen bis auf den Grund ihrer Seele nachzuvollziehen und den Vorgang eines Mordes exakt zu rekonstruieren, indem er den Tathergang in seiner Vorstellung noch einmal durchlebt. In dieser Fantasie nimmt er die Rolle des Mörders ein. Es wird in der ersten Staffel angedeutet, dass er in Fachkreisen ein viel diskutierter und hochinteressanter Fall ist. Es gibt ein großes Interesse daran, ihn zu studieren.
Will Graham ist nicht mehr im aktiven Dienst tätig, da er als psychisch labil gilt. Außerdem wird seine Methode kritisiert, da er Sprünge mache, die nicht erklärbar seien. Seine psychische Instabilität zieht sich durch die gesamte Serie, speziell in den ersten beiden Staffeln ist sie für die Handlung ausschlaggebend. Will Grahams Rolle in der Serie beginnt damit, dass er von dem Direktor der Behavioral Analysis Unit des FBI, Jack Crawford, eingesetzt wird, um das Motiv von Serienmörder zu rekonstruieren. Obwohl sein Psychiater und Freund Dr. Lecter ihn darauf hinweist, dass es ihm schadet, sich immer wieder in Serienmörder hineinzuversetzen, nimmt Graham ein Angebot zur Kündigung von Jack Crawford nicht an. Als er den Serienmörder Garrett Jacob Hobbs erschießt, wird es für ihn immer schwieriger, sich seiner selbst bewusst zu bleiben und nicht ganz in Hobbs’ Rolle zu verfallen, der Mädchen, die seiner Tochter Abigail ähnlich sahen, mit Abigails Hilfe als Lockvogel tötete und Organe der Opfer verzehrte. Er leidet immer mehr unter Albträumen, in denen er sich in der Rolle von Hobbs und anderen Serienmördern sieht, und schlafwandelt teilweise sogar bis in die Praxis seines Psychiaters. Als Mörder von Abigails Vater fühlt er sich ebenso wie Dr. Lecter für das Mädchen verantwortlich. Obwohl ihm klar wird, dass Dr. Lecter Abigail geholfen hat, einen Mord zu vertuschen, pflegt Graham weiter ein vertrautes Verhältnis zu seinem Psychiater und entdeckt nicht dessen dunkle Seite. Erst als Lecter dafür sorgt, dass Graham unschuldig für den Mord an Abigail und weitere von Lecter verübte Morde als Copycat Killer hinter Gittern landet, wird Graham klar, dass sein Freund Hannibal hinter diesen Verbrechen steckt.
In der Gefängnispsychiatrie versucht Graham zunächst, alle seine Besucher davon zu überzeugen, dass Hannibal die Copycat-Morde begangen hat. Nur die Forensikerin Beverly Katz zieht seine Unschuld in Betracht und kommt so Hannibal auf die Spur, nachdem Graham ihr erzählt hat, ihm sei klar geworden, dass Dr. Lecter der Chesapeake Ripper ist. Weil Hannibal Beverly schließlich tötet, stiftet Will den Gefängniswärter und Serienmörder Matthew Brown dazu an, Dr. Lecter umzubringen. Durch diesen indirekten Mordversuch rückt Graham vor allen seinen Bekannten endgültig in ein schlechtes Licht. Daraufhin lässt er sich durch den Gefängnispsychiatrieleiter Dr. Chilton behandeln und bringt Chilton dazu, Misstrauen gegenüber Dr. Lecter zu entwickeln. Indem Lecter absichtlich das FBI erkennen lässt, dass der Chesapeake Ripper und der Copycat Killer dieselbe Person sind, beweist er Wills Unschuld. Nach der Rückerlangung seiner Freiheit spricht Will ganz offen mit Hannibal und teilt mit ihm auch Visionen, in denen er ihn aus Rache für den vermeintlichen Tod von Abigail und den Tod von Beverly tötet.
Hannibal unterstützt Will dabei, seine dunkle Seite zu erforschen, und so tötet Graham den Serienmörder Randall Tier, während er von ihm angegriffen wird, mit seinen eigenen Händen. Daraufhin täuscht Will vor, die Boulevardjournalistin Freddie Lounds zu töten, um Hannibal davon zu überzeugen, endgültig zum Serienmörder geworden zu sein. Er bringt Hannibal Fleisch von Randall Tier, das er als das Fleisch von Lounds ausgibt, und verspeist es zusammen mit Hannibal. Graham schläft mit Lecters Patientin Margot Verger, die eigentlich homosexuell ist und ihn dazu benutzt, schwanger zu werden. Margot verliert Wills Kind jedoch, weil sie auf die Anweisung ihres Bruders Mason verstümmelt wurde. Will treibt Mason dazu, Hannibal schnappen zu lassen und ihn an seine Schweine zu verfüttern. Im letzten Moment entscheidet sich Will jedoch dazu, Hannibal zu befreien. Anschließend sieht Graham in seinem eigenen Haus dabei zu, wie der von Hannibal unter Drogen gesetzte Mason sein Gesicht an Wills Hunde verfüttert und seine eigene Nase verspeist. Er verschweigt Jack, dass er aufgrund von Margots verlorenem Kind ein persönliches Motiv hatte, Mason zu schaden. Daraufhin behauptet Will, zusammen mit Hannibal flüchten zu wollen, und schlägt ihm vor, sich zuvor Jack zu offenbaren. Als die Vorgesetzte von Jack Crawford alle Beteiligten verhaften will, entschließt sich Will dazu, Hannibal zu warnen und tatsächlich mit ihm zu gehen. Weil Dr. Lecter zuvor durchschaut hat, dass Freddie Lounds lebt, und Will nicht mehr vertraut, verletzt er zunächst Will schwer und schneidet daraufhin der totgeglaubten Abigail, die Hannibal auf der gemeinsamen Flucht mitnehmen wollte, vor Wills Augen aus Rache für dessen Verrat in die Kehle.
Nach seiner Genesung reist Will nach Florenz und teilt Hannibal mit, dass er ihm verzeiht. Außerdem versucht er in Litauen, mehr über Dr. Lecters Vergangenheit zu erfahren. Graham begegnet dabei Chiyoh und befreit den Mörder von Mischa Lecter, der auf dem Anwesen der Familie gefangen gehalten wurde. Nachdem Chiyoh den Mann getötet hat, entstellt Will die Leiche des Unbekannten und gibt ihr die Gestalt eines Insekts. Als Hannibal ihm in Florenz die Schädeldecke aufschneiden will, werden beide durch korrupte Polizisten an Mason Verger ausgeliefert. Graham beißt Vergers Handlanger Cordell einen Teil der Wange heraus und wird schließlich von Hannibal gerettet. Nachdem Hannibal sich Jack Crawford gestellt hat, bricht Will den Kontakt zu seinen ehemaligen Kollegen und Dr. Lecter ab und heiratet Molly.
Drei Jahre nach Hannibals Verhaftung taucht Jack Crawford bei ihm auf und bittet ihn um Hilfe bei der Aufklärung der Morde von Francis Dolarhyde. Obwohl Will sich von seinem alten Leben eigentlich fernhalten will, wird er durch Jacks Drängen, die Überredungen seiner Frau und einen Brief von Hannibal dennoch dazu bewegt, einzuwilligen. Weil es ihm nur mit Dr. Lecters Hilfe gelungen ist, Serienmörder vollkommen zu verstehen, sucht er seinen alten Weggefährten auf. Er wird zum Patienten von Dr. Du Maurier und spricht mit ihr offen über seine zwiespältigen Empfindungen für Hannibal und Träume, in denen er Molly auf dieselbe Art wie der Rote Drache tötet. Nachdem Dolarhyde Wills Familie auf Hannibals Geheiß hin angegriffen und Molly dabei schwer verletzt hat, erklärt Bedelia, dass Hannibal ihm nur „erlaubt“ habe, eine Familie aufzubauen, weil er wusste, dass er sie ihm wieder nehmen könne, was er, wie Will anschließend zugibt, auch geschafft hat. Als sie Wills Frage, ob Hannibal in ihn verliebt sei, bejaht und ihn fragt, ob er dessen Gefühle erwidere, gibt Will keine Antwort. Um Dolarhyde zu provozieren und herauszulocken, inszeniert Will ein provokantes Interview mit Dr. Chilton. Er gibt später im Gespräch mit Bedelia zu, nicht davon überrascht zu sein, dass sein Vorgehen zur Misshandlung und Entstellung Chiltons durch den Roten Drachen geführt hat. In einem Gespräch mit Dolarhyde verspricht Will, ihm Hannibal auszuliefern. Anschließend überzeugt er Jack Crawford davon, einen Fluchtversuch zu inszenieren, bei dem Hannibal jedoch tatsächlich die Freiheit erlangt und alle FBI-Wachen von Dolarhyde erschossen werden. Während sie in einem von Hannibals geheimen Häusern auf den Familienmörder warten, gesteht Will, dass er vorhat, ihm dabei zuzusehen, wie er Hannibal „verwandelt“, und scheint zu akzeptieren, dass er sich selber möglicherweise ebenfalls nicht retten kann. Als der Rote Drache Dr. Lecter töten will, greift Will jedoch in letzter Sekunde in den Kampf ein. Im Zusammenspiel mit Hannibal besiegt und tötet er Dolarhyde. Will erkennt, dass er den Akt, mit Lecter gemeinsam zu töten, als „wunderschön“ empfand, umarmt Hannibal und lässt sich mit seinem Freund über einen Abgrund in das Meer stürzen.

### Jack Crawford
Jack Crawford ist der Direktor der Behavioral Analysis Unit und somit unter anderem der Vorgesetzte von Will Graham. Er ist sich darüber im Klaren, dass Graham darunter leidet, sich in Serienmörder hineinzuversetzen, hält das jedoch für ein notwendiges Opfer. Crawford bewundert die Intelligenz von Dr. Lecter und ist begeistert von den Kochkünsten des Psychiaters, nach dessen Rat er häufig verlangt. Jack ist Lecter dankbar dafür, dass er seine Frau Bella nach deren Selbstmordversuch gerettet hat. Erst als Will Grahams Unschuld bewiesen ist, beginnt er, dessen Beschuldigungen gegenüber Hannibal Glauben zu schenken. Jack hilft Will, den Tod von Freddie Lounds vorzutäuschen und deckt Wills Notwehr-Mord an Randall Tier. Außerdem billigt Crawford, ohne von Grahams Verbindung zu Margot Verger zu wissen, Wills Plan, Mason Verger dazu zu missbrauchen, Hannibal auf frischer Tat zu ertappen. Als dies nicht gelingt, weil der verstümmelte Verger nicht gegen Hannibal aussagt, setzt Crawford darauf, dass Dr. Lecter sich vor ihm offenbart, bevor er mit Graham die Flucht ergreifen will. Bei einer Konfrontation in Hannibals Wohnung wird Crawford schwer verletzt, ehe Dr. Lecter alleine flüchten kann.
Jack überlebt und verbringt die kommenden Monate ausschließlich mit seiner krebskranken Frau. Weil Bella unter starken Schmerzen leidet, leistet er schließlich Sterbehilfe. Crawford reist nach Florenz, weil er befürchtet, dass Will Graham Dr. Lecter töten will und den Platz des Serienmörders einnimmt. Er begegnet dem Polizisten Rinaldo Pazzi, der hinter Crawfords Rücken Hannibal an Mason Verger ausliefern will und dabei jedoch von Lecter umgebracht wird. Bei einem anschließenden Kampf fügt Jack Hannibal schwere Verletzungen zu. Als Crawford den Serienmörder aus einem Fenster stößt, rettet Dr. Lecter sich, indem er über Pazzis hängende Leiche hinunterklettert und flüchtet. Bei einem weiteren Aufeinandertreffen wird Crawford von Hannibal überwältigt und gefesselt. Korrupte Polizisten verhindern ein von Dr. Lecter arrangiertes Abendessen und wollen Crawford töten, weil sie Will und Hannibal an Mason Verger ausliefern und keine Zeugen zurücklassen wollen. Der Polizist, der zurückbleibt und Jack töten will, wird jedoch von Chiyoh erschossen. Nachdem sich Hannibal Lecter ihm freiwillig gestellt hat, wird Crawford rehabilitiert und nimmt seine Arbeit beim FBI wieder auf. Drei Jahre später sucht er Will Graham auf und bittet ihn, ihm bei den Ermittlungen wegen der Morde des Roten Drachen zu helfen. Nachdem Graham eine erneute Zusammenarbeit zunächst abgelehnt hat, instrumentalisiert Crawford Wills neue Ehefrau Molly, um ihn umzustimmen. Crawfords Versuch, Francis Dolarhyde durch einen inszenierten Ausbruch von Dr. Lecter anzulocken, scheitert und führt zum Tod aller FBI-Wachmänner sowie der tatsächlichen Befreiung von Hannibal.

### Alana Bloom
Dr. Bloom ist eine Kollegin und Freundin von Dr. Lecter. Sie spricht Hannibal mit seinem Vornamen an und pflegt mit ihm einen vertrauten Umgang ohne Höflichkeitsformeln, auf die Lecter ansonsten Wert legt. Die Psychologin hat Studien über die besondere Denkweise von Will Graham durchgeführt und empfiehlt Jack Crawford Dr. Lecter als Psychiater, um eine zweite Meinung zu Graham zu bekommen. Für Graham entwickelt Dr. Bloom romantische Gefühle, die sie jedoch nicht ausleben will, solange Grahams Gemütszustand instabil ist. Nachdem Will den Gefängniswärter Matthew Brown dazu angestiftet hat, Hannibal zu töten, verliert sie ihr Vertrauen in Graham und beginnt eine Liebesbeziehung mit Hannibal. Erst als sie glaubt, dass Freddie Lounds von Will unter Hannibals geistiger Führung getötet wurde, beginnt Alana, Hannibal zu misstrauen. Als Jack Crawford Hannibal überführen will, versucht Alana Hannibal mit einer Waffe, deren Magazin von Lecter zuvor geleert wurde, zu töten. Anschließend wird Alana von der totgeglaubten Abigail aus dem Fenster gestoßen. Trotz einer langen Therapie benötigt sie danach einen Stock, um sich fortzubewegen. Sie unterstützt Mason Verger bei der Suche nach Hannibal und beginnt währenddessen eine Beziehung mit Margot. Um Wills Leben zu retten, hilft Alana Hannibal dabei, sich nach einer Entführung durch Masons Handlanger zu befreien. Anschließend unterstützt sie Margot bei der Ermordung von Mason. Mit Margot und Masons leiblichem Kind, das sie ausgetragen hat, gründet Alana daraufhin eine Familie, und sie übernimmt die Leitung der Gefängnispsychiatrie von Baltimore. Weil Hannibal vorgibt, Mason ermordet zu haben, verhindert sie, dass er nach seiner Verhaftung die Todesstrafe erhält, und gibt ihm eine ungewöhnlich komfortable Zelle. Wegen der heimlichen Telefongespräche mit Francis Dolarhyde entzieht sie ihrem Ex-Freund jedoch alle Privilegien. Kurz vor seiner Flucht erinnert Hannibal sie erneut daran, dass er ihr versprochen hat, sie zu töten. Nachdem Hannibal entkommen ist, ist zu sehen, wie Alana zusammen mit Margot und ihrem Sohn das Verger-Anwesen verlässt, um an einen ungenannten Ort zu fliehen.

### Bedelia Du Maurier
Dr. Du Maurier ist eine Kollegin von Dr. Lecter. Sie schloss ihre Praxis, nachdem sie von einem Patienten angegriffen worden war, den sie, getrieben von Lecter, dazu gebracht hatte, seine Zunge zu verschlucken. Lecter selbst ist der einzige verbliebene Patient von Du Maurier. Ihr ist bewusst, dass Lecter ihr nur einen Teil seiner Persönlichkeit zeigt. Du Maurier will die persönliche Distanz zu ihrem Patienten bewahren und weist Lecter auch darauf hin, dass er nicht gleichzeitig Freund und Psychiater von Will Graham sein kann. Weil sie Hannibal immer mehr durchschaut, flüchtet Bedelia schließlich, wird jedoch von Jack Crawford gefunden und in Gewahrsam genommen. Sie gesteht Crawford und Graham den Mord an ihrem Patienten und ihre Vermutungen über Hannibal und erhält wegen ihrer Aussage Immunität bezüglich ihres eigenen Verbrechens, sodass sie wieder freigelassen wird. Als sie noch einmal zu ihrem Haus zurückkehrt, trifft sie dort auf Hannibal, der ihr Zuhause benutzt, um nach dem Massaker in seinem eigenen Haus das Blut von sich abzuwaschen, bevor er das Land verlassen will. Sie entscheidet sich, mit ihm nach Europa zu fliehen. Unter einer falschen Identität gibt sie sich in Florenz als Hannibals Ehefrau aus. Wegen ihrer krankhaften Neugier beteiligt sie sich an den Morden von Dr. Lecter. Als Hannibal sich freiwillig dem FBI stellt, gibt sie mit seiner Hilfe erfolgreich vor, das Opfer einer Gehirnwäsche zu sein. Sie übernimmt Wills Behandlung und ist schockiert von Grahams Absicht, Hannibal die Chance zur Flucht zu geben, da sie fürchtet, von ihm gegessen zu werden. Nachdem der Verbleib von Hannibal und Will offen gelassen wurde, sitzt die schockierte Bedelia an einem Tisch mit drei Stühlen, auf dem ihr gebratenes Bein liegt, und versteckt eine Gabel.

### Abigail Hobbs
Abigail Hobbs half ihrem Vater Garrett Jacob Hobbs als Lockvogel dabei, Mädchen, die ihr selbst ähnlich sahen, zu töten und ihnen Organe zum Verzehr zu entnehmen. Weil Lecter ihn heimlich vor der Ankunft von Will Graham warnt, tötet ihr Vater ihre Mutter und verletzt auch Abigail schwer. Nachdem Graham Hobbs erschossen hat, rettet Dr. Lecter der schwer verletzten Abigail das Leben. Sowohl Lecter als auch Graham fühlen sich daraufhin für Abigail verantwortlich. Dr. Lecter will jedoch aus Neugier herausfinden, wie ähnlich Abigail ihrem Vater ist, und arrangiert deswegen eine Konfrontation zwischen Abigail und dem Bruder eines der Opfer ihres Vaters. Dabei tötet Abigail den Teenager. Lecter stellt das Geschehen später vor Graham als Notwehr dar und überzeugt ihn davon, Jack Crawford nichts davon zu erzählen. Der inzwischen unter einer schweren Identitätskrise leidende Graham schöpft Verdacht, dass Garrett Jacob Hobbs bei seinen Morden von seiner Tochter geholfen wurde, und fährt mit Abigail zu der Jagdhütte ihres Vaters. Aus Angst vor dem sich immer mehr mit ihrem Vater identifizierenden Graham flüchtet Abigail und trifft im Haus ihrer Eltern auf Dr. Lecter, der ihr erzählt, das FBI hätte herausgefunden, dass sie ihrem Vater bei der Auswahl der Mädchen geholfen hat. Lecter offenbart Abigail, dass er viel mehr Menschen getötet hat als ihr Vater, und dass er aus Neugier, was passieren würde, ihren Vater vor den Ermittlungen des FBI gewarnt hatte. Auf Abigails Frage, ob er nun auch sie töten werde, antwortet Dr. Lecter, dass es ihm leid tue, dass er sie in diesem Leben nicht retten konnte. Am folgenden Tag wacht Will Graham ohne Erinnerung daran, was tatsächlich geschehen ist, auf und erbricht ein Ohr von Abigail. Zudem finden sich Hautrückstände von Abigail unter Grahams Fingernägeln. Als Dr. Lecters Geheimnis aufgeflogen ist und Alana auf Hannibal schießt, steht plötzlich die totgeglaubte Abigail vor ihr und stößt sie aus dem Fenster. Nachdem Hannibal ursprünglich zusammen mit Will und Abigail flüchten wollte, verletzt er wegen Grahams Verrat stattdessen Will schwer und tötet Abigail, in dem er ihr die Kehle aufschneidet, so wie es ihr Vater getan hat. Nachdem Will im Krankenhaus aufgewacht ist, erscheint ihm Abigail als Halluzination, die ihn antreibt, sich auf die Suche nach Hannibal zu begeben. In den Flashbacks der dritten Staffel ist zu sehen, wie Hannibal ihr im Haus ihrer Eltern Blut abnimmt und sie ihm bewusst hilft, ihren eigenen Tod vorzutäuschen. Als Will Hannibal anruft, um ihn zu warnen, dass das FBI über alles Bescheid wisse, versteht sie nicht, warum sie und Hannibal nicht sofort fliehen.

### Frederick Chilton
Dr. Chilton ist der Leiter der Gefängnispsychiatrie in Baltimore. Er pflegt zunächst ein zumindest von seiner Seite freundschaftliches Verhältnis zu Dr. Lecter. Chilton ist besessen vom Gedanken, dass der Mediziner Dr. Abel Gideon der Chesapeake Ripper ist, und geht bei dessen Therapie über ethische Grenzen hinaus. Durch den entflohenen Dr. Gideon werden Chilton bei Bewusstsein mehrere Organe entfernt. Als Will Graham als Copycat Killer in seine Abteilung eingewiesen wird, schenkt Chilton Graham zunächst keinen Glauben. Nachdem Graham ihm gestattet hat, seine Behandlung zu übernehmen, wächst jedoch auch in Chilton der Verdacht, dass Hannibal der Ripper ist. Nachdem Lecter eine falsche Spur gelegt und in Chiltons Wohnung mehrere FBI-Agenten getötet hat, wird Chilton als Ripper verhaftet. Anschließend schießt das Ripper-Opfer Miriam Lass auf ihn. Nach seiner Genesung schreibt Chilton ein Buch über Hannibal. Nachdem ihm bei einem Interview durch Will Graham beleidigende Aussagen über den Roten Drachen in den Mund gelegt wurden, wird er von Francis Dolarhyde entführt. Chilton verliert durch einen Biss des Roten Drachen einen großen Teil seines Gesichts und erleidet am ganzen Körper schwere Brandwunden.

### Beverly Katz
Beverly Katz arbeitet für das FBI als Forensikerin und unterstützt Jack Crawford bei seinen Ermittlungen. Als Will Graham als Copycat Killer beschuldigt wird, ist sie die erste Person, die Grahams Unschuld in Betracht zieht. Bei ihren Ermittlungen kommt Beverly Dr. Lecter auf die Spur. Als sie dessen Wohnung durchsucht, wird sie von Lecter getötet.

### Miriam Lass
Miriam Lass absolviert eine Ausbildung zur FBI-Agentin, als sie von Jack Crawford gebeten wird, Recherchen über den Chesapeake Ripper durchzuführen. Sie findet heraus, dass eines der Ripper-Opfer ein Patient von Dr. Lecter war, als er noch als Allgemeinmediziner arbeitete. Als Lass Lecter in seiner Praxis besucht, sieht sie durch Zufall eine Zeichnung von einem Opfer von Hannibal. Daraufhin wird sie von Hannibal überwältigt und bleibt über zwei Jahre verschollen. Ein vermeintlicher aufgezeichneter Hilferuf von Miriam führt Jack Crawford zu deren amputiertem Arm. Später sorgt Dr. Lecter dafür, dass Crawford die noch lebende Miriam findet. Als sie hinter der nach außen verspiegelten Glasscheibe eines Verhörraums Dr. Chilton sieht, schießt Miriam mit Jacks Waffe auf Chilton und erklärt, dass Chilton der Ripper sei.

### Abel Gideon
Dr. Gideon ist ein Mediziner, der seine Familie umgebracht hat und durch Dr. Chiltons Therapie schließlich selbst glaubt, der Chesapeake Ripper zu sein. In der Gefängnispsychiatrie tötet er eine Krankenschwester und kopiert dabei die Vorgehensweise des Rippers. Nachdem er flüchten konnte, entführt Gideon zunächst Dr. Chilton und Freddie Lounds und entfernt Chilton bei lebendigem Leib mehrere Organe. Daraufhin wird er von dem unter Halluzinationen leidenden Will aufgespürt und in Dr. Lecters Wohnung gebracht. Dort offenbart sich Lecter vor Gideon als der wahre Ripper. Als Gideon versucht, Alana Bloom zu töten, wird er von Will niedergeschossen. Nach seiner Genesung erzählt er Dr. Bloom, dass er hörte, wie der Gefängniswärter Matthew Brown von Will Graham dazu angestiftet wurde, Dr. Lecter zu töten. Gideon hilft Lecter, seine Morde Dr. Chilton in die Schuhe zu schieben. Als er zwei Gefängniswärter provoziert, wird Dr. Gideon die Treppe hinuntergestoßen und schwer verletzt. Aus der Intensivstation der Gefängnispsychiatrie wird Gideon von Dr. Lecter entführt. Anschließend bekommt er von Dr. Lecter sein eigenes Bein als letztes Mahl serviert und stirbt schließlich in Chiltons Wohnung.

### Bella Crawford
Bella lernte ihren Ehemann Jack Crawford in Italien kennen. Als Jack sie fragt, ob es zu spät sei, noch ein Kind zu bekommen, leidet sie bereits unter Lungenkrebs. Bei einem gemeinsamen Abendessen kann Dr. Lecter Bellas Krebsleiden durch ihren Geruch erkennen. Sie wird die Patientin des Psychiaters, der sie davon überzeugt, dass Selbstmord keine Niederlage, sondern eine Erlösung sei. Bella konsumiert eine Morphin-Überdosis und begibt sich in die Praxis von Dr. Lecter, um ihm eine antike Münze zu schenken und dort zu sterben. Durch einen Münzwurf entschließt sich Hannibal jedoch dazu, Bella zu retten. Kurz vor Dr. Lecters Flucht bittet sie Hannibal, ihren Ehemann für sie zu beschützen. Als Bellas Schmerzen schließlich unerträglich werden, wird sie von Jack durch Sterbehilfe erlöst.

### Mason Verger
Mason Verger ist ein reicher Fleischfabrikant. Er erfreut sich an den Tränen von Kindern, die er gerne mit einem Martini trinkt. Außerdem misshandelt Mason seine Schwester Margot. Als er von Dr. Lecter die Inhalte der Behandlung von Margot erfahren will, wird er selbst zu Lecters Patienten. Mit seinem unhöflichen Verhalten fällt Mason bei seinem Psychiater schnell in Ungnade. Weil Lecter Margot dazu ermunterte, sich schwängern zu lassen, will Mason, angestiftet von Will Graham, Hannibal an seine Schweine verfüttern. In letzter Sekunde wird Lecter jedoch von Graham befreit. Nachdem Masons Helfer von Lecter getötet wurden, findet er sich in dessen Praxis wieder. Dort wird Mason von seinem Psychiater unter Drogen gesetzt und dazu gebracht, in Will Grahams Wohnung sein Gesicht an Grahams Hunde zu verfüttern und seine eigene Nase zu verspeisen. Anschließend bricht Dr. Lecter Masons Genick an, wodurch er nicht nur entstellt, sondern auch auf einen Rollstuhl angewiesen ist. Mason will sich daraufhin sowohl an Hannibal als auch an Will rächen und besticht italienische Polizisten, die ihm das Duo ausliefern. Verger plant, das Gesicht von Graham als Maske zu benutzen und Dr. Lecter zu verspeisen. Stattdessen muss er jedoch schockiert feststellen, dass er das Gesicht seines Handlangers Cordell trägt und Hannibal Wills Operation verhindert hat. Danach wird er von Margot und Alana ertränkt.

### Margot Verger
Margot Verger ist Dr. Lecters Patientin und die Schwester von Mason Verger. Sie wird von Mason misshandelt und wünscht sich deshalb, ihren Bruder zu töten. Lecter versucht Margot in diesem Vorhaben zu bestärken. Wegen des Testaments ihrer Eltern können jedoch nur männliche Nachfahren das Verger-Vermögen erben. Obwohl sie eigentlich homosexuell ist, benutzt sie Will Graham, um schwanger zu werden. Als Mason von Margos Schwangerschaft erfährt, sorgt er dafür, dass ihre Eierstöcke und ihre Gebärmutter entfernt werden. Nachdem sich Mason unter Drogen selbst verstümmelt hat, genießt Margot die Abhängigkeit Masons. Sie beginnt im folgenden Jahr eine Beziehung mit Alana Bloom. Mason gesteht Margot, dass ihr Baby damals nicht abgetrieben wurde, sondern dass er eine Leihmutter für den Embryo gefunden hat. Zusammen mit Alana findet sie ein Schwein, in dem sich ihr und Wills Baby befindet. Obwohl laut Alana das Herz des Babys nicht mehr schlägt, holen sie es aus dem Schwein heraus. Während Mason narkotisiert ist, hilft Hannibal den beiden, Sperma von Mason zu extrahieren, sodass sie einen männlichen Vergererben bekommen können. Nachdem Dr. Lecter Margot erneut dazu ermutigt hat, sich von ihrem Bruder zu befreien, ertränkt sie Mason mit der Hilfe von Alana. Beide Frauen bleiben zusammen und kümmern sich gemeinsam um den Vergersohn, den Alana ausgetragen hat.

### Chiyoh
Chiyoh war das Dienstmädchen von Hannibals Tante Murasaki. Sie hat Lecter davon abgehalten, den Mörder seiner Schwester Mischa umzubringen, und sperrte diesen Mann seitdem unter lebensunwürdigen Umständen ein. Nachdem Will den Unbekannten freigelassen hat, tötet sie Mischas Mörder in Notwehr. Sie geht nach Florenz und hindert dort Will daran, Hannibal zu töten. Außerdem rettet sie Jack Crawford das Leben, indem sie einen korrupten Polizisten erschießt. In Nordamerika hilft Chiyoh Dr. Lecter dabei, mit Graham von Mason Vergers Anwesen zu entkommen.

### Francis Dolarhyde
Francis Dolarhyde wurde während seiner Kindheit misshandelt und ist deswegen davon besessen, sich in den Roten Drachen zu verwandeln. Im Rahmen seiner Serienmorde tötet er mehrere Familien mit Kindern. Dolarhyde beginnt eine Beziehung mit seiner blinden Kollegin Reba und versucht, seine Mordserie zu beenden. Er nimmt Kontakt zu Dr. Lecter auf, um ihm seine Bewunderung mitzuteilen und über seine Gefühle für Reba zu reden. Daraufhin will er Molly Graham als Ersatz für Reba dem Roten Drachen opfern und fügt Wills Ehefrau dabei schwere Schussverletzungen zu. Weil Dr. Chilton ihn in einem von Graham inszenierten Interview beleidigt, beißt Dolarhyde Chiltons Lippen ab und schickt sie Hannibal. Danach lässt er Chilton in einem brennenden Rollstuhl in einen Brunnen stürzen. Als er sich von Hannibal verraten fühlt, will er sein Vorbild mit Will Grahams Hilfe zunächst befreien und anschließend töten. Weil Lecter und Graham sich bei einem brutalen Kampf jedoch schließlich gegen ihn verbünden, wird ihm von Will der Bauch aufgeschlitzt und gleichzeitig von Hannibal die Kehle herausgebissen.

## Produktion
Bereits im November 2011 begann die Arbeit an Hannibal, als Katie O’Connell ihren langjährigen Freund Bryan Fuller, der zuvor bei der NBC-Serie Heroes als Autor tätigt war, kontaktierte, um ein Drehbuch für eine Pilotfolge zur Serie zu schreiben. Noch vor der Vollendung seiner Arbeit sicherte sich NBC die Rechte an der Serie und gab an, falls das Drehbuch ihnen gefallen würde, der Serie eine direkte Serienbestellung zu geben. Im Februar 2012 gab der Sender dann die Produktion einer ersten Staffel mit 13 Episoden bekannt, ohne dass zuvor eine reguläre Pilotfolge produziert wurde.
Der britische Schauspieler Hugh Dancy war der erste Schauspieler, der (als Darsteller des Will Graham) unter Vertrag genommen wurde. Ende März 2012 wurde bekannt, dass der für 30 Days of Night und Eclipse – Bis(s) zum Abendrot bekannte Regisseur David Slade die Regie der ersten Episode übernehmen würde. Slade fungierte in Hannibal außerdem als ausführender Produzent. Im Juni 2012 wurde die Titelrolle schließlich mit Mads Mikkelsen besetzt.
Die Dreharbeiten begannen am 27. August 2012 in Toronto, Kanada.

## Besetzung und Synchronisation
Die deutsche Synchronisation entstand durch die Synchronfirma Arena Synchron GmbH in Berlin unter der Dialogregie von Florian Halm und nach Dialogbüchern von Nadine Geist.

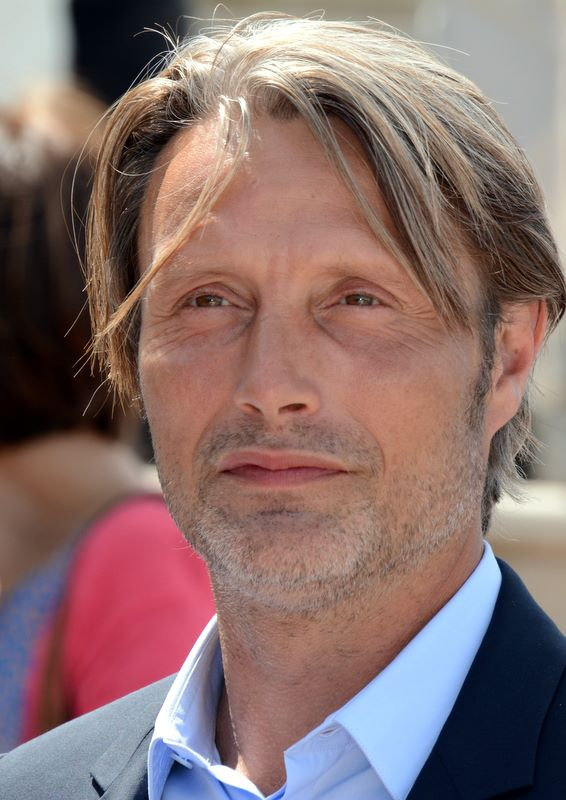
Mads Mikkelsen spielt Dr. Hannibal Lecter
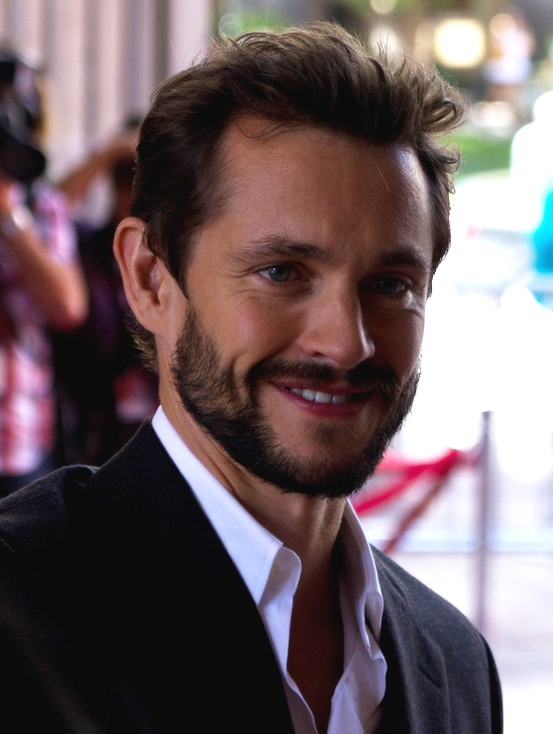
Hugh Dancy spielt Will Graham
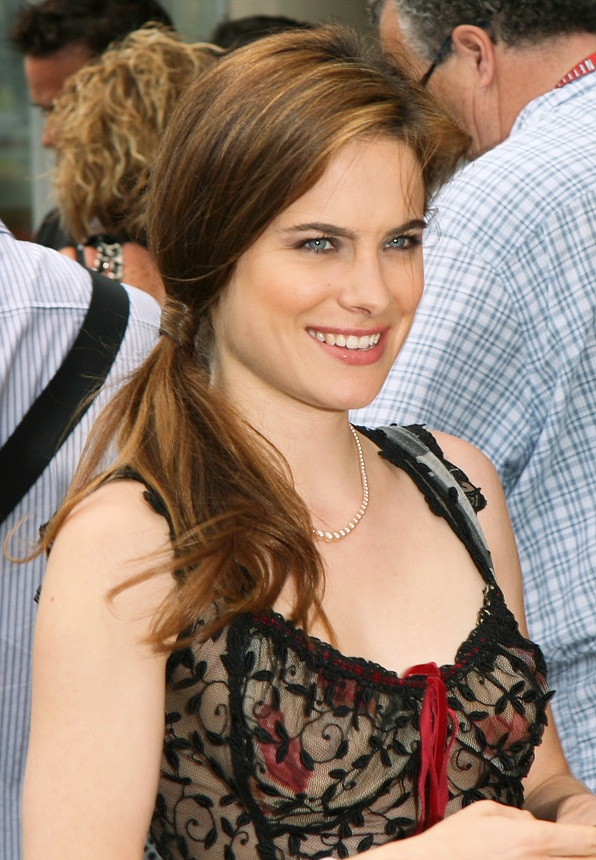
Caroline Dhavernas spielt Dr. Alana Bloom
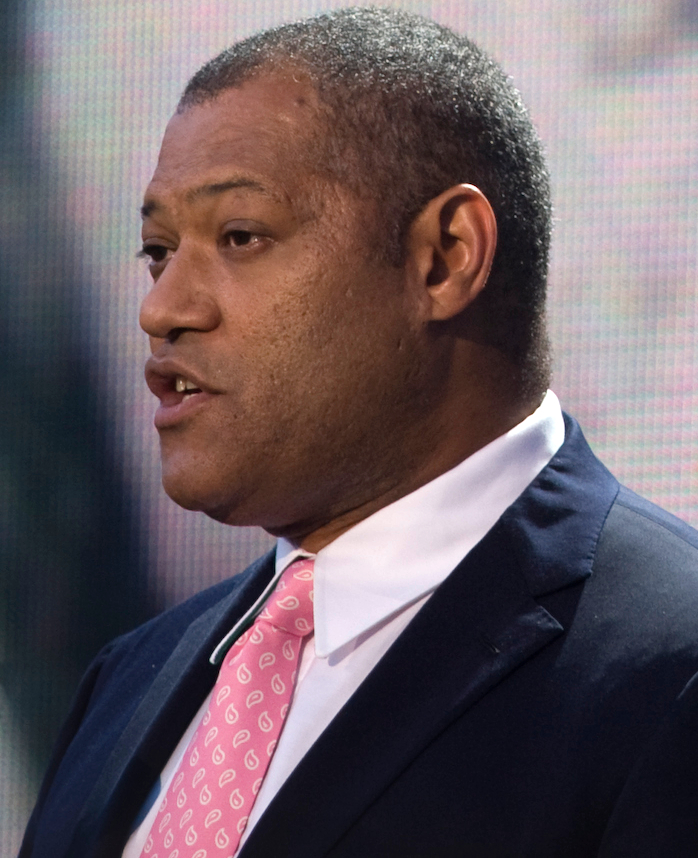
Laurence Fishburne spielt Jack Crawford
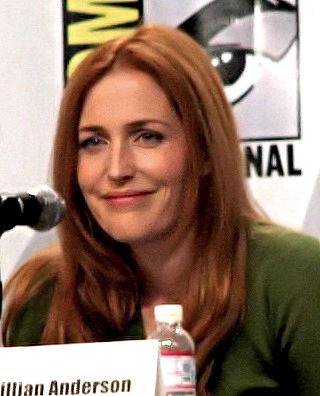
Gillian Anderson spielt Dr. Bedelia Du Maurier
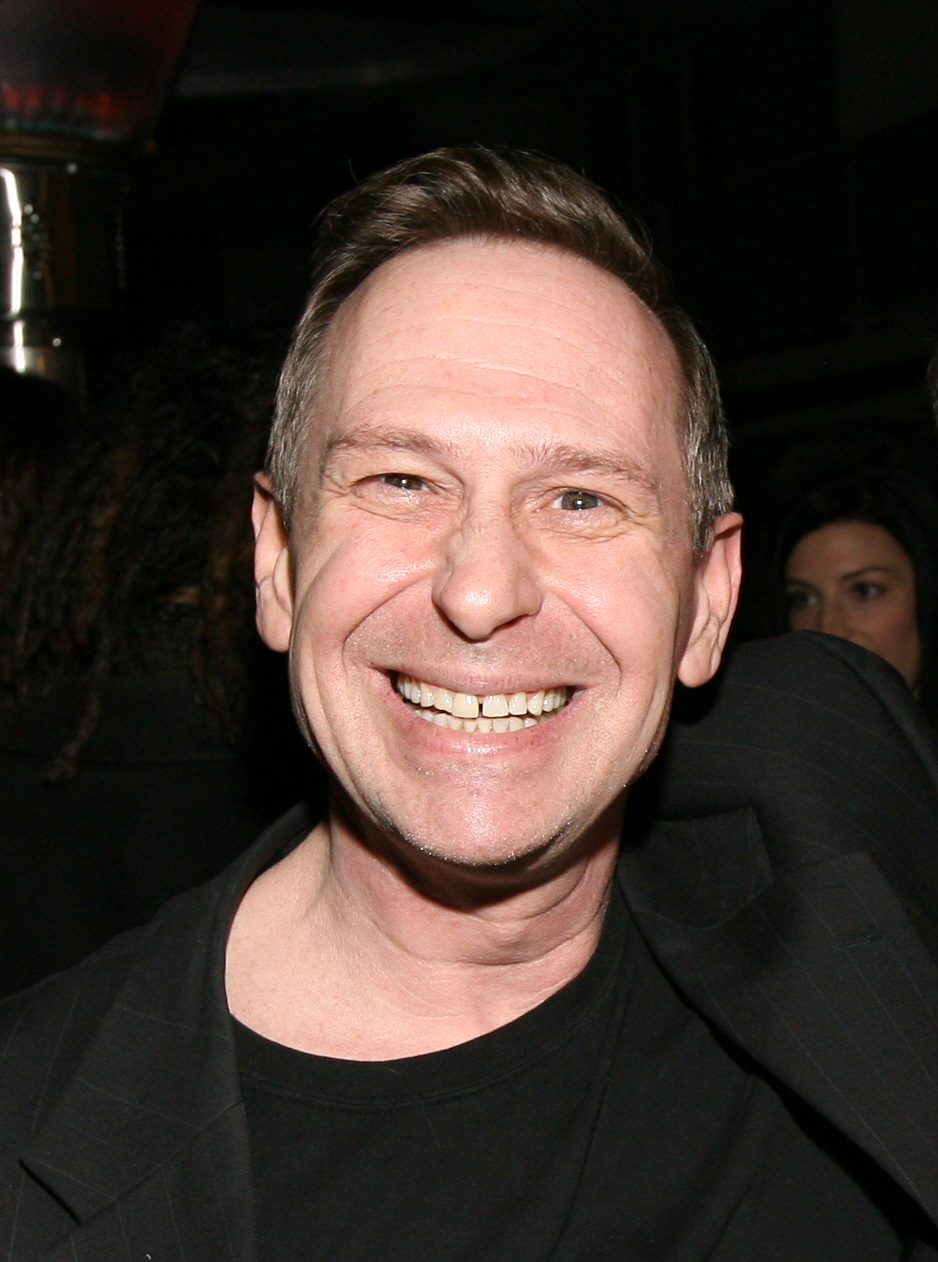
Scott Thompson spielt Dr. Jimmy Price
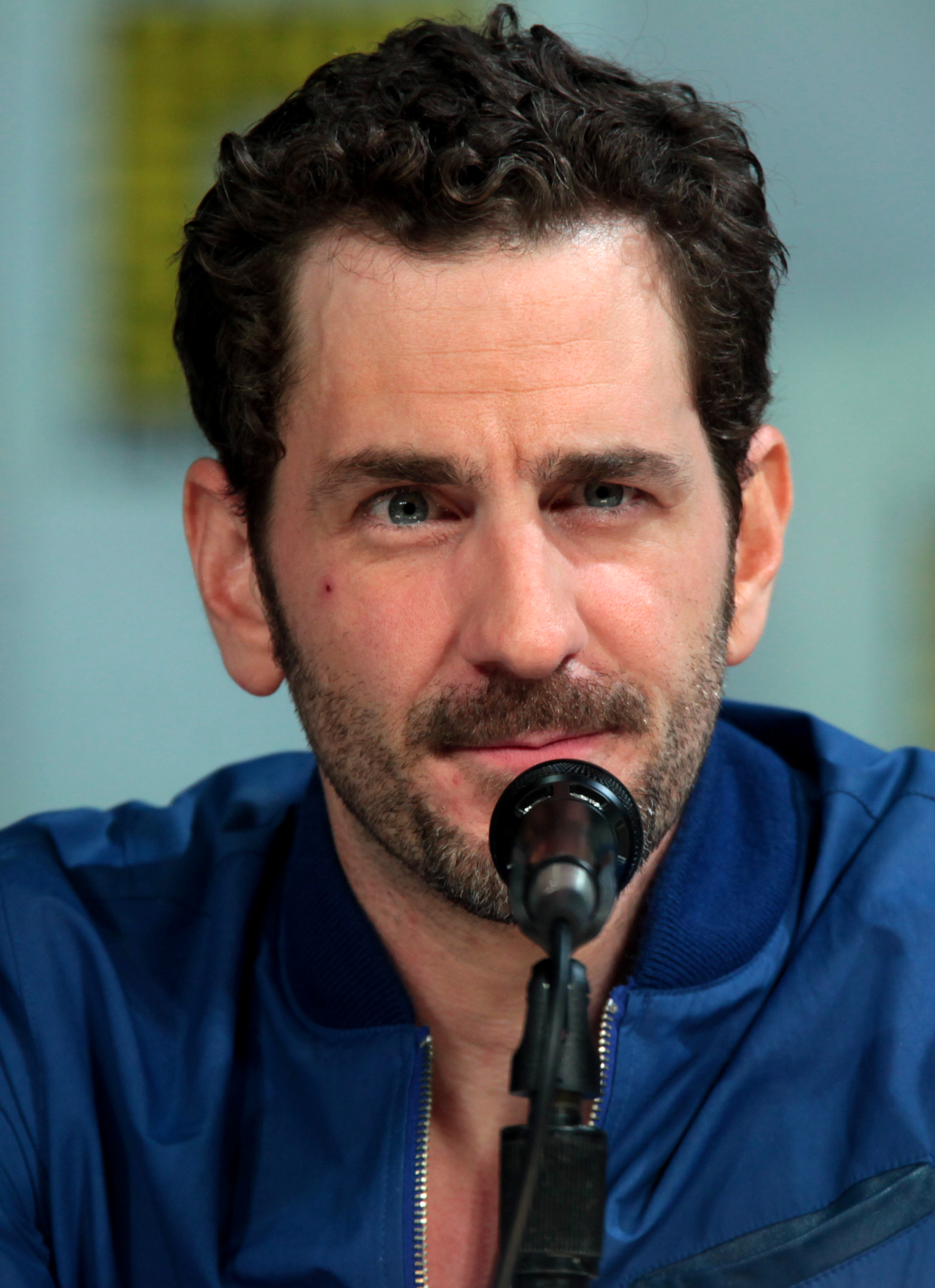
Aaron Abrams spielt Dr. Brian Zeller

| Rollenname                  | Schauspieler          | Hauptrolle (Folge) | Nebenrolle (Folge)                      | Synchronsprecher/in  |
| --------------------------- | --------------------- | ------------------ | --------------------------------------- | -------------------- |
| Dr. Hannibal Lecter         | Mads Mikkelsen        | 1.01–3.13          |                                         | Matthias Klie        |
| Will Graham                 | Hugh Dancy            | 1.01–3.13          |                                         | Marcel Collé         |
| Dr. Alana Bloom             | Caroline Dhavernas    | 1.01–3.13          |                                         | Susanne Geier        |
| Beverly Katz                | Hettienne Park        | 1.01–2.05          |                                         | Victoria Sturm       |
| Special Agent Jack Crawford | Laurence Fishburne    | 1.01–3.13          |                                         | Leon Boden           |
| Jimmy Price                 | Scott Thompson        | 2.01–3.13          | 1.01–1.13                               | Gerald Schaale       |
| Brian Zeller                | Aaron Abrams          | 2.01–3.13          | 1.01–1.13                               | Matthias Deutelmoser |
| Dr. Bedelia Du Maurier      | Gillian Anderson      | 3.01–3.13          | 1.07–2.13                               | Franziska Pigulla    |
| Abigail Hobbs               | Kacey Rohl            |                    | 1.01–1.12, 2.04, 2.13, 3.02, 3.04, 3.09 | Anita Hopt           |
| Garret Jacob Hobbs          | Vladimir Jon Cubrt    |                    | 1.01–1.13, 2.13                         | Erich Räuker         |
| Fredricka „Freddie“ Lounds  | Lara Jean Chorostecki |                    | 1.02–2.13, 3.09, 3.12                   | Shandra Schadt       |
| Bella Crawford              | Gina Torres           |                    | 1.04–1.05, 2.04, 2.13                   | Sabine Arnhold       |
| Miriam Lass                 | Anna Chlumsky         |                    | 1.06–1.07, 2.06–2.07                    | Magdalena Turba      |
| Dr. Abel Gideon             | Eddie Izzard          |                    | 1.06, 1.11, 2.01–2.06, 3.01             | Michael Iwannek      |
| Dr. Frederick Chilton       | Raúl Esparza          |                    | 1.06, 1.11–3.13                         | Johannes Berenz      |
| Kade Prurnell               | Cynthia Nixon         |                    | 2.01–2.03, 2.13                         | Marina Krogull       |
| Margot Verger               | Katharine Isabelle    |                    | 2.08–3.07, 3.13                         | Sonja Spuhl          |
| Mason Verger                | Michael Pitt          |                    | 2.10–2.13                               | Björn Schalla        |
| Mason Verger                | Joe Anderson          |                    | 3.04–3.07                               | Björn Schalla        |
| Chiyoh                      | Tao Okamoto           |                    | 3.03–3.13                               | Ursula Hugo          |
| Francis Dolarhyde           | Richard Armitage      |                    | 3.08–3.13                               | Torben Liebrecht     |

Anmerkungen
1. ↑  Meist unregelmäßige Auftritte im genannten Zeitraum

### Gastauftritte
| Rollenname       | Schauspieler/in      | Gastauftritt | Synchronsprecher/in  |
| ---------------- | -------------------- | ------------ | -------------------- |
| Mrs. Komeda      | Ellen Greene         | 1.07         | Marina Krogull       |
| Peter Bernardone | Jeremy Davies        | 2.08–2.09    | Matthias Deutelmoser |
| Clark Ingram     | Chris Diamantopoulos | 2.08         | Frank Schaff         |
| Neal Frank       | Zachary Quinto       | 3.01, 3.10   | Timmo Niesner        |

## Ausstrahlung

### Vereinigte Staaten
Die Erstausstrahlung in den USA begann am 4. April 2013 beim Sender NBC. Bei der Premiere konnte die erste Episode mit 4,36 Mio. Zuschauern überzeugen und sogar die Reichweite dieser Sendezeit des Senders seit einem Jahr übertreffen. Dieser Wert war dazu die höchste Einschaltquote des Senders seit dem 17. Januar 2013. Diese Quote konnte in der Folgewoche noch minimal gesteigert werden, als die zweite Episode 4,38 Mio. Zuschauer zum Einschalten bewog. Die vierte Episode (Originaltitel: Œuf), in der es um entführte Kinder geht, die einer Gehirnwäsche unterzogen worden sind, um im Anschluss ihre eigenen ehemaligen Familien zu ermorden, wurde auf den Wunsch von Bryan Fuller nicht ausgestrahlt. Dies geschah nicht als Reaktion auf den Anschlag beim Boston-Marathon, sondern wurde tatsächlich nur wenige Stunden vorher beschlossen. Einige Szenen aus der Episode wurden in mehrere Webisoden geschnitten und durch verschiedene Online-Medien veröffentlicht. Am geplanten Ausstrahlungstag setzte man stattdessen die Ausstrahlung mit der fünften Episode fort.
Ende Mai 2013, gut zwei Wochen nach der Bekanntgabe des neuen Herbstprogrammes, verlängerte NBC die Serie um eine zweite Staffel mit 13 Episoden. Die Ausstrahlung erfolgte vom 28. Februar bis zum 23. Mai 2014. Im Mai 2014 wurde die Produktion einer dritten Staffel bekannt gegeben. Diese wurde jedoch anders als die vorherigen erst im Sommer 2015 ausgestrahlt.
Im Juni 2015 gab NBC bekannt, die Serie nach der dritten Staffel aufgrund schlechter Einschaltquoten, trotz positiver Bewertungen, einzustellen. Die Produzenten kündigten an, einen neuen Partner für die Produktion einer vierten Staffel zu suchen.

### Deutschsprachiger Raum
Für Deutschland, Österreich und die Schweiz sicherte sich die ProSiebenSat.1 Media bereits im April 2012 die Ausstrahlungsrechte für das Free-TV, während die Ausstrahlungsrechte für das Pay-TV bei AXN liegen. Maxdome, der Video-on-Demand-Anbieter der ProSiebenSat.1 Media, hatte eine Veröffentlichung der ersten Staffel ab Mitte August 2013 angekündigt. Ab 30. September 2013 wurde die Serie erstmals im deutschsprachigen Fernsehen, auf dem österreichischen Sender Puls 4, ausgestrahlt. Die Free-TV-Ausstrahlung bei Sat.1 erfolgte ab dem 10. Oktober 2013. Dabei wurde die erste Episode von 1,9 Millionen Zuschauern verfolgt, was einem Marktanteil von 10,7 Prozent entsprach. Die darauffolgende Woche brachen die Zuschauerzahlen ein: nur noch 1,51 Millionen sahen die 3. Episode von Hannibal, was einem Marktanteil von 9 Prozent gleichkam. Damit landete die Serie unter dem Quotendurchschnitt von Sat. 1. In der dritten Woche gingen die Zahlen noch einmal deutlich zurück. Am 24. Oktober 2013 verfolgten 0,99 Millionen die 4. Episode der Serie. Das entsprach einem Marktanteil von lediglich 4,5 Prozent.
Die deutsche Erstausstrahlung der zweiten Staffel erfolgte vom 18. Juli bis 22. August 2014 auf Sat.1 emotions. Bei dem Video-on-Demand-Anbieter Maxdome feierte die dritte Staffel am 5. September 2015 ihr deutsches Debüt. Im Wochentakt gab es eine neue Folge.

## Rezeption
In Deutschland wurde die erste Staffel der Serie überwiegend positiv aufgenommen. Vor allem die Darbietung von Mads Mikkelsen als Hannibal Lecter wurde gelobt. Er sei in seiner Rolle „großartig“, hauche der Figur „mit seiner eindrucksvollen Statur und einem unbewegt-beherrschten Gesicht gruseliges Leben“ ein und verleihe ihr „bis in den Windsor-Krawattenknoten hinein ein sehr distinguiertes Auftreten“. Die Wahl für die Verkörperung Hannibals „hätte nicht besser ausfallen können“; „was Hopkins eindrücklich gelang, das vermag nicht minder überzeugend Mads Mikkelsen“ in der Serie.
Philip Kovce schrieb in der FAZ, dass die Serie eine schaurige Spannung erzeuge, die nicht zuletzt dem Einsatz der Musik geschuldet sei: „Sie entfaltet eine auratische Energie, bei der die Bilder nur noch anzudeuten brauchen, was akustisch längst durch Mark und Bein gedrungen ist.“ Auf Spiegel Online war zu lesen, dass die Serie durch das permanente Dräuen des Wahnsinns, die fehlende Entspannung und die kaum vorhandenen Glücks- oder Humormomente fast zu einer körperlichen Belastung werde. In jeder Folge kläre sich eine andere Mordserie so schnell, dass einem schwindelig werde, meinte Katharina Riehl in der SZ.

## Unterschiede zur Romanvorlage
- In dem Roman Hannibal Rising heißt es, dass Hannibal Lecter als Jugendlicher von seinem Onkel (Robert Lecter) aus dem Waisenhaus nach Frankreich geholt wurde. Der Onkel verstarb kurz darauf, woraufhin Hannibal die folgenden Jahre bei dessen Witwe lebte. In der Folge Verlorene Jungs sagt Hannibal jedoch, dass er zu seinem Onkel Robert ging.
- Laut dem Roman Roter Drache wird Lecter von Graham im Jahr 1975 enttarnt. Durch die Neuinterpretation spielt die Serie jedoch zur heutigen Zeit.
- Im Roman Roter Drache heißt Dr. Bloom mit Vornamen Alan, wohingegen in der Serie eine FBI-Psychologin namens Alana auftritt.
- Im Roman Roter Drache ist Freddy Lounds ein männlicher Sensationsreporter, der für die Tageszeitung „The Tattler“ arbeitet. In der Serie ist Freddy Lounds weiblich und betreibt die Internetseite „Tattle-Crime.com“, wo sie über spektakuläre Serienmörder berichtet.
- Im Roman Hannibal lebt Hannibal als Dr. Fell allein in Florenz, nachdem er in Das Schweigen der Lämmer aus dem Gefängnis geflohen ist. In der Serie flieht er dorthin, ohne vorher festgenommen worden zu sein, und taucht dort zusammen mit Bedelia, die in keiner der Romanvorlagen existiert, unter. Erst nach seinem Aufenthalt in Florenz wird er gefasst.
- Die Reihenfolge der Ereignisse unterscheidet sich von der Romanvorlage. Die Handlungsreihenfolge der Romane lautet: Hannibal Rising, Roter Drache, Das Schweigen der Lämmer, Hannibal. In der Serie finden die meisten Ereignisse aus dem Buch Hannibal in der ersten Hälfte der dritten Staffel statt, während sich Roter Drache hinterher ereignet. Die Geschehnisse von Das Schweigen der Lämmer werden mit Ausnahme von ein paar eingestreuten Elementen nicht behandelt.
- In den Romanen und Filmen Das Schweigen der Lämmer und Hannibal ist Clarice Starling die Hauptfigur. In der Serie fehlt sie, sodass ihre Rolle aus dem Roman und dem Film Hannibal auf andere Charaktere verteilt wurde. Beispielsweise erhält Alana Bloom Clarice' Part, mit Hannibal zu telefonieren, bevor dieser Pazzi tötet, und Will wird an ihrer Stelle durch Hannibal von Mason Vergers Farm gerettet und fortgetragen.
- Laut dem Roman Roter Drache wird Dolarhyde von Wills Frau Molly erschossen, während Molly in der Serie von ihm angeschossen wird und Dolarhyde am Ende von Hannibal und Will getötet wird.
- In der Serie verfolgt Jack Crawford Hannibal bis nach Florenz und liefert sich dort mit ihm eine Auseinandersetzung, während er im Roman Hannibal zu dem Zeitpunkt, an dem Hannibal in Florenz ist, kaum noch eine Rolle innerhalb der Geschichte spielt und auch nicht in Florenz auftaucht.
- Weder in der Romanvorlage noch in einer der Filmversionen wird die Beziehung zwischen Hannibal und Will als besonders tiefgreifend oder emotional dargestellt. Dagegen erhält sie in der Serie den Hauptfokus und entwickelt sich zu einer tiefen, komplexen, co-abhängigen Freundschaft mit Zügen von Besessenheit, spiritueller Verbindung und romantisch interpretierbaren Elementen.
- Im Roman Roter Drache kommt Will Hannibal auf die Schliche, weil er herausfindet, dass Hannibal eines der Mordopfer in seiner Zeit als Notfallchirurg behandelt hat, und er ihn über das Opfer befragen will. Durch eine Zeichnung in Lecters Büro, die das Bild „Der verwundete Mann“ darstellt und den zugefügten Verletzungen des Opfers gleicht, wird Will klar, dass Hannibal der gesuchte Mörder ist. In der Serie ist es die junge FBI-Auszubildende Miriam Lass, die auf diese Weise herausfindet, dass Hannibal der Chesapeake Ripper ist. Will wird dagegen erst am Ende der ersten Staffel bewusst, dass Hannibal ein Serienmörder ist, als dieser ihm seine Morde anhängt.
- In Roter Drache wird Hannibal gefasst, nachdem er Will mit einem Linoleummesser den Bauch aufgeschlitzt hat, während er in der Serie nach der Tat entkommen kann und erst über acht Monate später verhaftet wird.
- Der Roman Hannibal Rising schildert die Vorgeschichte Hannibals so, dass Hannibal als Kind mitansehen musste, wie seine Schwester von litauischen Kollaborateuren getötet und gegessen wird. In seinen Jugendjahren spürt er diese Männer auf und tötet sie, erfährt dabei allerdings auch, dass er damals ebenfalls unwissentlich und unfreiwillig an der Verspeisung seiner Schwester teilgenommen hat. In der Serie ließ sich Hannibal davon abhalten, den Mörder seiner Schwester zu töten, und gibt ihn stattdessen in die Verantwortung des Dienstmädchens seiner Tante, die den Mann im alten, verlassenen Schloss der Lecters Jahrzehnte gefangen hält. Die genauen Geschehnisse bezüglich seiner Schwester werden nur angedeutet, gehen aber in eine andere Richtung als die Romanvorlage. Hannibal erklärt selbst, dass er seine Schwester gegessen, aber nicht getötet habe. Auch wird impliziert, dass der Akt, seine Schwester zu essen, anders als in den Büchern nicht unfreiwillig oder ohne sein Wissen passierte, da in seinem Gespräch mit Bedelia herauskommt, dass er sie gegessen hat, um ihr vergeben zu können.

## Veröffentlichungen
Die Serie wurde in verschiedenen Ländern als DVD und Blu-ray Disc veröffentlicht.
Vereinigte Staaten
- Staffel 1 erschien am 24. September 2013
- Staffel 2 erschien am 9. September 2014

Großbritannien
- Staffel 1 erschien am 2. September 2013
- Staffel 2 erschien am 22. September 2014

Deutschland
- Staffel 1 erschien am 20. Dezember 2013
- Staffel 2 erschien am 4. Dezember 2014
- Staffel 3 erschien am 21. Januar 2016
- Eine Komplettbox erschien am 1. Dezember 2016.